# Darwin Shaw
Darwin Shaw es un actor de teatro, cine y televisión británico, más conocido por sus papeles en películas como Casino Royale, Prince of Persia: The Sands of Time, John Carter e Hijo de Dios. Anteriormente un médico, estudió como actor en la LAMDA en 2004 después de estudiar teatro en la ciudad de Nueva York.

## Primeros años
Shaw, el mayor de dos muchachos, nació en Brampton, Cumbria, Inglaterra, donde su abuelo era el vicario local (un pariente de Orde Wingate). Shaw creció en Leeds, donde su madre era una trabajadora social y enfermera y su padre trabajó como un profesor de necesidades especiales y asesor de relaciones de raza para la BBC. Asistió al King's College de Londres donde se graduó como médico.

## Carrera
El primer trabajo de Shaw después de graduarse de LAMDA fue en la producción de Deborah Warner de Julio César en el Barbican Centre con un elenco que incluía a Ralph Fiennes, Fiona Shaw y Simon Russell Beale. Su primer papel en una película fue como Fisher, la primera muerte de James Bond en Casino Royale en 2006, que introdujo a Daniel Craig como el nuevo 007 y fue dirigida por Martin Campbell.
Interpretó al novio plantado de la estrella de Bollywood Lisa Ray en la película independiente I Can't Think Straight.
Shaw interpretó a Asoka en Prince of Persia: The Sands of Time, estrenada en mayo de 2010 en un papel de acción protegiendo a la princesa Tamina (Gemma Arterton) y la daga del tiempo del príncipe Dastan (Jake Gyllenhaal) en la producción de Jerry Bruckheimer y The Walt Disney Company dirigida por Mike Newell.
Trabajó para Pixar en la primavera de 2010, en la película John Carter con un reparto coral que incluye a Mark Strong, Willem Dafoe, Taylor Kitsch y Dominic West y fue dirigida por el ganador del Óscar Andrew Stanton.
Shaw apareció como Simón Pedro en la miniserie de televisión La Biblia y su adaptación para su lanzamiento a los cines como un largometraje, Hijo de Dios, producida por Roma Downey y Mark Burnett, que se basa en la Biblia. Fue estrenada en History en 2013.

## Filmografía

### Cine
- Casino Royale (2006)
- I Can't Think Straight (2008)
- Prince of Persia: The Sands of Time (2010)
- John Carter (2012)
- Hijo de Dios (2014)

### Televisión
- Wire in the Blood (1 episodio, 2006) como Ahmed Khan
- Saddam's Tribe: Bound by Blood (2007)
- Holby City (1 episodio, 2007) como Mohammed Sheik
- Messiah: The Rapture (2008) como Khalid Al Faluni
- Call the Midwife (2012) como Zakir
- The Borgias (1 episodio, 2012) como Augustino
- La Biblia como Simón Pedro
- Endeavour como Crown Prince Nabil
- Atlantis como Prince Therus
- The Red Tent como Benia